# Битка при Бузлуджа
Битката при Бузлуджа е решително сражение на остатъка от четата на Хаджи Димитър и османски редовни и нередовни войски, състояло се на 18 юли 1868 година.

## Развой
В продължение на няколко дни четата се придвижва из Балкана, преследвана постоянно от потери. В село Дебели рът четниците са посрещнати радушно от месното население. Там те се нахранват и продължават пътя си. През нощта срещу 18 юли 18 зуши (предимно ранени) се загубват и се отскубват от четата. В строя остават 44 души. На 18 юли четниците се разполагат на почивка на връх Бузлуджа. Тъй като върхът е гол, четниците се разполагат на скатовете му, като поставят четири стражи. Към пладне един от стражите открива приближаваща се турска потеря и четата се разполага на удобна позиция. Четата, разделена на четири групи, е обкръжена от всички посоки. От север и от запад пристигат редовни и нередовни войскови части. Четниците са принудени да икономисват боеприпасите. Група османски части преминават в атака към групата, където се намира Хаджи Димитър, но е отбита. След ожесточен ръкопашен бой 13 души от четата успяват да пробият път, но само 4 от тях оцеляват. В продължение на три часа се води ожесточен бой. В разгара на сражението загива Хаджи Димитър а групата, която се е откъснала при Бузлуджа, е преследвана от османска потеря, обкръжена и арестувана край село Кечидере.